# Setge de València (1363)
El Setge de València de 1363 fou una de les batalles de la guerra dels Dos Peres.

## Antecedents
Pere el Cruel va arribar a un acord amb Carles II de Navarra el juny de 1362 per coordinar un atac a l'oest d'Aragó i Calatayud va caure el 29 d'agost.
El 1363, mentre Pere el Cerimoniós ajuntava el seu exèrcit a Saragossa per a atacar el Regne de Castella, va ordenar l'enderroc de les fortaleses no defensables i que la població es refugiés en llocs forts. Pere el Cruel va rebre reforços del Regne de Portugal, el Regne de Navarra i el Regne de Granada i va fer seus els llocs de Fonts, Arándiga, va guanyar per sorpresa a Tarassona, va entrar a Magallón i Borja (Aragó).
Pere el Cerimoniós va celebrar un tractat amb el Regne de França i un altre secret amb Enric II de Castella, el fill d'Alfons XI de Castella, estipulant que l'aragonès l'ajudaria amb totes les seves forces a conquerir el regne de Castella, cedint-li Enric de Castella en premi la sisena part dels territoris que guanyessin.
Pere I de Castella continuava endavant i adquiria Cariñena, i va arribar a les portes de Terol el 25 de març de 1363, que castigaven la ciutat de dia i de nit i fou presa el 3 de maig.
Després de la conquesta de Terol, Pere el Cruel, en lloc de dirigir-se a l'encontre de Pere el Cerimoniós a Saragossa, on es reunia l'exèrcit del Cerimoniós i els reforços d'Enric de Castella, que va aportar mil cavallers i mil peons, va canviar d'objectiu i es va dirigir a València, prenent pel camí Alfambra, Castellfabib, Ademús, Villel i Morvedre.

## Desenvolupament tàctic
Pere I de Castella posà setge a València en 21 de maig, defensada per Alfons IV de Ribagorça, i el castellà prenia Almansa, Xiva, Bunyol, Benaguasil, Llíria i Alpont.
L'atac castellà al Regne de València va obligar el Cerimoniós a canviar de tàctica i portar el seu exèrcit al Regne de València, travessant la plana de Nules, la Llosa i Borriana.
Quan el Cruel va saber que s'aproximava el Cerimoniós, es va retirar a Morvedre.
El nunci apostòlic Juan de la Grange va aconseguir que s'acordés la Pau de Morvedre (2 de juliol de 1363) entre els reis. Es diu que una de les condicions secretes va ser la que Pere el Cerimoniós donaria mort a Enric II de Castella i a l'infant Ferran, que en efecte va ser assassinat poc després. El conveni, tanmateix, no va arribar a ratificar-se, i es van renovar les hostilitats a la frontera d'Aragó.

## Conseqüències
Pere I de Castella, va penetrar de nou el 1364 pel regne de València, sembrant el terror i apoderant-se d'Alacant, Elda, Gandia i altres castells. Va arribar fins i tot l'horta de València i va estar a punt de ser sorprès al Grau. Es produeix entre els dos monarques un intercanvi de cartes de desafiament, però mai no va arribar a produir-se, ja que l'aragonès exigia que Pere I de Castella acudís al camp de Nules, mentre el castellà li citava davant dels murs de València, ciutat que tenia assetjada.
Amb l'atac per terra de Pere el Cerimoniós el 28 d'abril, protegits per la flota d'Olf de Pròixida, els castellans es van retirar a Morvedre i després a Terol.